# آب‌انبار جوگی
آب‌انبار جوگی مربوط به دوره قاجار است و در جنوب شهر فردوس، محله میدان، حاشیه کمربندی مشهد ـ طبس واقع شده است. این اثر در تاریخ ۱۴ اسفند ۱۳۸۵ با شمارهٔ ثبت ۱۷۸۷۹ به‌عنوان یکی از آثار ملی ایران به ثبت رسیده است.